# Maladera jiraskovae
Maladera jiraskovae är en skalbaggsart som beskrevs av Sehnal 2008. Maladera jiraskovae ingår i släktet Maladera och familjen Melolonthidae. Inga underarter finns listade i Catalogue of Life.